# Армстронг, Даг
Даг А́рмстронг (англ. Doug Armstrong) — канадский кёрлингист.
В составе мужской сборной Канады вице-чемпион (1999) чемпионата мира среди мужчин. Чемпион Канады среди мужчин (1999).
Играл в основном на позиции первого.

## Достижения
- Чемпионат мира по кёрлингу среди мужчин: серебро (1999).
- Чемпионат Канады по кёрлингу среди мужчин: золото (1996), бронза (1998).

- Команда всех звёзд (англ. All-Stars Team) мужского чемпионата Канады: 1998 (1-я команда).

## Команды
| Сезон   | Четвёртый     | Третий         | Второй            | Первый        | Запасной                    | Турниры             |
| ------- | ------------- | -------------- | ----------------- | ------------- | --------------------------- | ------------------- |
| 1995—96 | Dale Duguid   | Дэн Кэри       | Russ Hayes        | Даг Армстронг |                             | [ 3 ]               |
| 1996—97 | Dale Duguid   | James Kirkness | Дэвид Недохин     | Даг Армстронг |                             | [ 4 ]               |
| 1997—98 | Dale Duguid   | James Kirkness | Джим Спенсер      | Даг Армстронг | Барри Фрай                  | ЧК 1998             |
| 1998—99 | Джефф Стоутон | Джон Мид       | Гарри Ванденберге | Даг Армстронг | Стив Гулд тренер: Джим Уэйт | ЧК 1999 · ЧМ 1999   |
| 1999—00 | Джефф Стоутон | Джон Мид       | Гарри Ванденберге | Даг Армстронг | Дэррил Ганнлагсон           | ЧК 2000 (4 место)   |
| 2000—01 | Джефф Стоутон | Джон Мид       | Гарри Ванденберге | Даг Армстронг |                             |                     |
| 2001—02 | Джефф Стоутон | Джон Мид       | Гарри Ванденберге | Даг Армстронг | Джим Спенсер                | КООК 2001 (6 место) |

(скипы выделены полужирным шрифтом)

## Частная жизнь
Его мать Айрис Армстронг — тоже кёрлингистка, чемпионка Канады среди женщин (1978).